# 晋桂香
晋桂香（1939年11月—），女，河北阜城人，中国教育家，曾任第四、五届全国人大代表、常委会委员。